# QQEnglish
株式会社QQEnglish（キュウキュウイングリッシュ、英: QQEnglish,Inc）は、東京都渋谷区に本社を置くオンライン英会話サービス・留学事業などを行う企業。
オンラインでフィリピン人の正社員教師と英会話授業を受けられる英語学習サービス「QQEnglish」「QQキッズ」を提供している。 
フィリピン・セブ島に教師約1,300人が在籍する同島最大規模の語学学校を保有しており、日本や世界各国からの留学生を受け入れている。また、教育機関・法人向けにオンラインでの英会話授業提供や英語教師派遣も行なっている。

## 概要
発祥は、代表取締役の藤岡頼光が1992年に東京杉並区に設立したバイク便を行うQQ便。2009年に藤岡が自身のフィリピン・セブ島での英語学習および語学留学体験をもとにフィリピン人講師によるSkypeを利用したオンライン英会話のQQEnglishをスタート。2011年にセブ島に日系語学学校を設立し、藤岡の著書や各種メディアでフィリピン英語留学に関する情報を発信している。

## 沿革
2009年　フィリピン人教師によるSkypeを利用したオンライン英会話の「QQEnglish」をスタート。2010年　セブ島留学語学学校「ITパーク校」オープン。2015年　セブ島留学語学学校「シーフロント」校オープン。
2020年　子ども向けオンライン英会話ブランド「QQキッズ」リリース。
2021年　セブ島校舎及びオフィスがスーパー台風「オデット」により被災。
2022年 　本社を東京都渋谷区へ移転。